# Aparallactus
Aparallactus – rodzaj węży z podrodziny aparalakt (Aparallactinae) w rodzinie gleboryjcowatych (Atractaspididae).

## Zasięg występowania
Rodzaj obejmuje gatunki występujące w Afryce Subsaharyjskiej – w Gwinei, Sierra Leone, Liberii, Wybrzeżu Kości Słoniowej, Burkinie Faso, Ghanie, Togo, Beninie, Nigerii, Kamerunie, Czadzie, Republice Środkowoafrykańskiej, Gwinei Równikowej, Gabonie, Sudanie, Sudanie Południowym, Erytrei, Etiopii, Somalii, Kenii, Ugandzie, Kongu, Demokratycznej Republice Konga, Tanzanii (włącznie z Zanzibarem), Zambii, Angoli, Namibii, Malawi, Mozambiku, Zimbabwe, Botswanie, Eswatini i Południowej Afryce.

## Systematyka

### Etymologia
- Aparallactus: gr. negatywny przedrostek α a[12]; παραλλακτος parallaktos „zmienny”[2].
- Uriechis: gr. ουρα oura „ogon”; εχις ekhis, εχεως ekheōs „żmija”[3]. Gatunek typowy: Uriechis nigriceps Peters, 1854.
- Eucritus: gr. ευκριτος eukritos „łatwy do rozróżnienia”, od ευ eu „dobry”; κριτος kritos „wybrany”[13]. Gatunek typowy: Eucritus atrocephalus Jan, 1857 (= Uriechis nigriceps Peters, 1854) (nomen nudum).
- Elapops: gr. ελοψ elops, ελοπος elopos „niemy”, tu w znaczeniu „jakiś rodzaj węża”[14]; ωψ ōps, ωπος ōpos „oblicze”[15]. Gatunek typowy: Elapops modestus Günther, 1859.
- Pariaspis: gr. παρεια pareia „policzek”[16]; ασπις aspis, ασπιδος aspidos „tarcza”[17]. Gatunek typowy: Pariaspis plumbeatra Cope, 1860 (= Elapops modestus Günther, 1859).
- Metopophis: gr. μετωπον metōpon „czoło”, od μετα meta pomiędzy; ωψ ōps, ωπος ōpos „oczy”[15]; οφις ophis, οφεως opheōs „wąż”[18]. Gatunek typowy: Uriechis (Metopophis) lineatus Peters, 1870.
- Rouleophis: Louis Roule (1861–1942), francuski zoolog; οφις ophis, οφεως opheōs „wąż”[18][8]. Gatunek typowy: Rouleophis chevalieri Chabanaud, 1916 (= Aparallactus niger Boulenger, 1897).
- Guyomarchia: Dr. Guyomarch[9]. Gatunek typowy: Guyomarchia unicolor Angel, 1923 (= Elapops modestus Günther, 1859).

### Podział systematyczny
Do rodzaju należą następujące gatunki: 
- Aparallactus capensis Smith, 1849
- Aparallactus guentheri Boulenger, 1895
- Aparallactus jacksonii (Günther, 1888)
- Aparallactus lineatus (Peters, 1870)
- Aparallactus lunulatus (Peters, 1854)
- Aparallactus modestus (Günther, 1859)
- Aparallactus moeruensis de Witte & Laurent, 1943
- Aparallactus niger Boulenger, 1897
- Aparallactus nigriceps (Peters, 1854)
- Aparallactus turneri Loveridge, 1935
- Aparallactus werneri Boulenger, 1895